# Stanley Ellin
Stanley Bernard Ellin (Brooklyn, 6 ottobre 1916 – Brooklyn, 31 luglio 1986) è stato uno scrittore statunitense.

## Biografia
Stanley Ellin nacque a Bath Beach, Brooklyn, figlio unico di Louis e Rose Mandel Ellin. I genitori erano affettuosi, e Stanley ebbe un'infanzia felice.
Iniziò però molto presto ad amare la lettura. Da piccolo, chiedeva continuamente al padre di leggergli La storia di Peter Coniglio di Beatrix Potter: "Ho dei ricordi vividi del periodo passato a Lakewood, ma ancora più vivido è il ricordo di mio padre, in visita un fine settimana, seduto sul mio letto che mi riempiva di gioia leggendomi Peter Coniglio, più e più volte. Deve avermi letto anche altre storie, ma di quelle non ho alcun ricordo perché a quelle mancava la magia". Lesse avidamente i libri della biblioteca di famiglia, che comprendeva opere di Mark Twain, Rudyard Kipling, Robert Louis Stevenson, Edgar Allan Poe e Guy de Maupassant, che influenzarono il suo stile di scrittura.
Era uno studente precoce: si diplomò alla New Utrecht High School e frequentò poi il Brooklyn College, dove prese un nel Bachelor of Arts 1936, all'età di 19 anni.
Sposò Jeanne Michael, una sua ex compagna di classe, nel 1937. Ebbero una figlia, Sue. A parte qualche viaggio e un breve soggiorno a Miami (Florida), Stanley Ellin visse quasi sempre a Brooklyn.
Per sostenere la sua famiglia, Ellin fece il venditore di giornali, l'operaio in un centro siderurgico e in un cantiere navale, il casaro e il professore. In seguito, durante la seconda guerra mondiale entrò nell'esercito. Dopo la fine del conflitto, su insistenza della moglie, iniziò a scrivere a tempo pieno. La sua famiglia viveva grazie all'indennità di disoccupazione e al salario della moglie.
Sebbene i suoi romanzi siano molto famosi, è conosciuto principalmente per i racconti. Nel maggio del 1948 uscì il suo primo racconto, La specialità della casa (The Specialty of the House) apparso in Ellery Queen's Mystery Magazine.
Negli anni seguenti, la sua fama come autore crebbe. Ricevette tre Edgar Award: il primo nel 1954 per il racconto The House Party, il secondo nel 1956 per il racconto The Blessington Method e il terzo nel 1959 per il romanzo The Eighth Circle.
Lawrence Block scrisse: "Ellin era un perfezionista, lavorava in modo volutamente lento, e nelle buone giornate produceva una pagina di dattiloscritto. Ha ammesso di aver riscritto il paragrafo di apertura di un racconto almeno quaranta volte, prima di andare avanti col paragrafo successivo, e di sistemare ogni pagina in questo modo prima di passare oltre... Riusciva a scriverne uno all'anno, li ha mandati tutti all'Ellery Queen's Mystery Magazine e non gliene è stato rifiutato nemmeno uno". "Uno all'anno" non è preciso, ma secondo l'Internet Speculative Fiction Database la stima è abbastanza accurata.
Insieme a Joseph Losey scrisse la sceneggiatura del film La grande notte (1951). Scrisse anche recensioni di libri per The New York Times Book Review, soprattutto di romanzi del mistero e di saggi, tra cui "Mystery Novel or Crime Novel" e "The Destiny of the House".
Alcuni episodi di Alfred Hitchcock presenta erano basati sui racconti di Ellin e dai suoi romanzi Dreadful Summit, House of Cards e The Bind sono stati tratti dei film.
Apparve con Ellery Queen, Brian Garfield e Denis Healey in un episodio dello show televisivo Crime Writers.
Ellin è stato per lungo tempo membro e presidente del Mystery Writers of America. Nel 1981 ricevette il Grand Master Award alla carriera.
Morì d'infarto al Kings County Hospital Center di Brooklyn il 31 luglio 1986. Lui e la moglie erano diventati quaccheri: le sue ceneri e quelle della moglie si trovano al Cimitero degli amici di Prospect Park.

## Opere

### Romanzi
- Il caso Ballou (The Key to Nicholas Street, 1952), Serie Gialla N. 87, Garzanti - Milano, 1994
- Notturno selvaggio (Dreadful Summit: A Novel of Suspense, aka The Big Night, 1948), I Polizieschi N. 17, Ed. Liocorno - Roma, 1966; poi ripubblicato con il titolo Notte fatale e diversa traduzione da ed. Elliot, Roma, 2014
- Notte fatale, Collana I Raggi gialli, Eliot Editore - Roma 2014
- Il castello di carte (House of Cards, 1967), I Rapidi N. 32, Mondadori - Milano, 1968
- L'eredità Valentine (The Valentine Estate, 1968), Un libro al mese R12, Club degli Editori - Milano, 1975
- Specchio delle mie brame (Mirror, Mirror on the Wall, 1972), Collana Ariele, Anabasi - Milano, 1995
- 1958 - The Eighth Circle (Edgar Award nel 1959)
- 1960 - The Winter after This Summer (New York: Random House)
- 1962 - The Panama Portrait
- 1970 - The Bind (akaThe Man from Nowhere)
- 1974 - Stronghold
- 1977 - The Luxembourg Run
- 1979 - Star Light, Star Bright
- 1983 - The Dark Fantastic
- 1985 - Very Old Money

### Raccolte di racconti
- Strane storie (Mystery Stories, aka Quiet Horror1956), La Sfera N. 11, Sodalizio del Libro - Venezia, 1961 poi
- La specialità della casa Collana Oscar N. 436, Mondadori - Milano, 1973
- 1964 - The Blessington Method and Other Strange Tales
- 1975 - Kindly Dig Your Grave and Other Wicked Stories con introduzione di Ellery Queen
- 1979 - The Specialty of the House and Other Stories: The Complete Mystery Tales, 1948-1978